# Algerisch-Arabisch
Algerisches Arabisch (algerisch-arabisch الدزيرية, DMG ad-Dzīriyya; hocharabisch اللهجة الجزائرية, DMG al-Lahǧa al-Ǧazāʾiriyya) ist ein arabischer Dialekt, der in Algerien und in kleinen Bereichen von Tunesien und Marokko gesprochen wird. Er gehört zur Gruppe der maghrebinischen Dialekte des Arabischen.
Der algerische Dialekt besteht aus einem größtenteils arabischen Vokabular mit einigen Einflüssen aus dem Berberischen.
In den Bildungseinrichtungen, Ämtern, Medien und sonstigen amtlichen oder behördlichen Angelegenheiten wird Hocharabisch verwendet, algerisches Arabisches ist die Umgangssprache der Mehrheit der algerischen Bevölkerung.
Im Gegensatz zum klassischen Arabisch benutzen Algerier in der Schrift- und Aussprache auch die übernommenen Buchstaben „G“ (ڨ), „P“ (پ) und „V“ (ڥ bzw. ڤ).

## Geschichte
Vor dem Arabischen wurden auf dem Gebiet des heutigen Algerien Berbersprachen gesprochen. Die Arabisierung fand in zwei Phasen von Einwanderungen aus dem Osten statt: Die erste ereignete sich im Zusammenhang mit der arabischen Eroberung des Maghreb im 7. Jahrhundert. Die zweite war eine Einwanderung des Beduinenstamms der Banū Hilāl aus Ägypten im 11. Jahrhundert, die weit in das Land vordrangen. Dadurch kam es zu Veränderungen aller Dialekte abgesehen von nördlichen Gebieten.

## Dialektgeographie
Nach ihrer Entstehung vor und während oder unter dem Einfluss der Einwanderung der Banū Hilāl werden die Dialekte des Algerisch-Arabischen in prähilalische und hilalische Dialekte unterteilt.

### Prähilalische Dialekte
Die prähilalischen Dialekte des Algerisch-Arabischen lassen sich unterscheiden in dörfliche und städtische Dialekte.
Die dörflichen prähilalischen Dialekte finden sich in zwei Gegenden: Das eine Gebiet liegt im Westen Algeriens zwischen dem Trara-Gebirgszug und dem Mittelmeer mit Nedroma als hauptsächlichem städtischem Zentrum. Es wurde wahrscheinlich zur Zeit der Idrisiden arabisiert. Das andere Gebiet liegt im Osten in der östlichen Kabylei zwischen Jijel, Mila und Collo und wurde von den Aghlabiden besetzt.
In der Phonologie dieser dörflichen prähilalischen Dialekte finden sich folgende Aussprachen:
| Buchstaben | Zugrundeliegende Aussprache | Realisierung              |
| ---------- | --------------------------- | ------------------------- |
| ق          | */⁠q⁠/                        | /⁠k⁠/                       |
| ك          | */⁠k⁠/                        | [⁠kʸ⁠], [⁠kᶴ⁠], [⁠tᶴ⁠] oder [⁠ʃ⁠] |
| ت          | */⁠t⁠/                        | [⁠tˢ⁠]                      |
| ض          | */⁠dˤ⁠/                       | oft [⁠t̴⁠]                   |
| ج          | */⁠d͡ʒ⁠/                       | [⁠ʒ⁠]                       |
| جّ          | */⁠d͡ʒ⁠/                       | [⁠dʒ⁠]                      |
| ـَي         | */⁠aj⁠/                       | /⁠iː⁠/                      |
| ـَو         | */⁠aw⁠/                       | /⁠uː⁠/                      |

Neben phonologischen und morphologischen Merkmalen zeichnen sich diese dörflichen Dialekte durch einen Verlust des Status constructus (arabisch الإضافة, DMG al-iḍāfa) aus. Sie verwenden stattdessen Wortverbindungen mit Partikeln.
Innerhalb der städtischen prähilalischen Dialekte ließen sich ursprüngliche jüdische und muslimische Dialekte voneinander abgrenzen. Mit der Vertreibung von Juden aus arabischen und islamischen Ländern und dem Exodus der jüdischen Bevölkerung Algeriens in den 1960er Jahren sind heute noch die muslimischen städtischen prähilalischen Dialekte präsent.

## Wortschatz
Algerisch-Arabisch ist meist ähnlich dem marokkanischen Arabisch, im östlichen Teil dem tunesischen Arabisch.

## Beispielsatz
Hocharabisch: أريد أن أذهب إلى المدرسة غدا., DMG urīdu an aḏhaba ilā l-madrasati ġadan
Algerisch-Arabisch: بغيت نروح لمدرسة غدا., DMG bġīt nrouh li madrasa ġadwa
Deutsch: „Ich möchte morgen zur Schule gehen.“